# Euphyllodromia nigrochlamys
Euphyllodromia nigrochlamys es una especie de cucaracha del género Euphyllodromia, familia Ectobiidae.

## Distribución
Esta especie se encuentra en Perú y Ecuador.